# Dresslerella pilosissima
Dresslerella pilosissima là một loài lan. Chúng được tìm thấy ở Costa Rica và Guatemala.